# Karl Drais

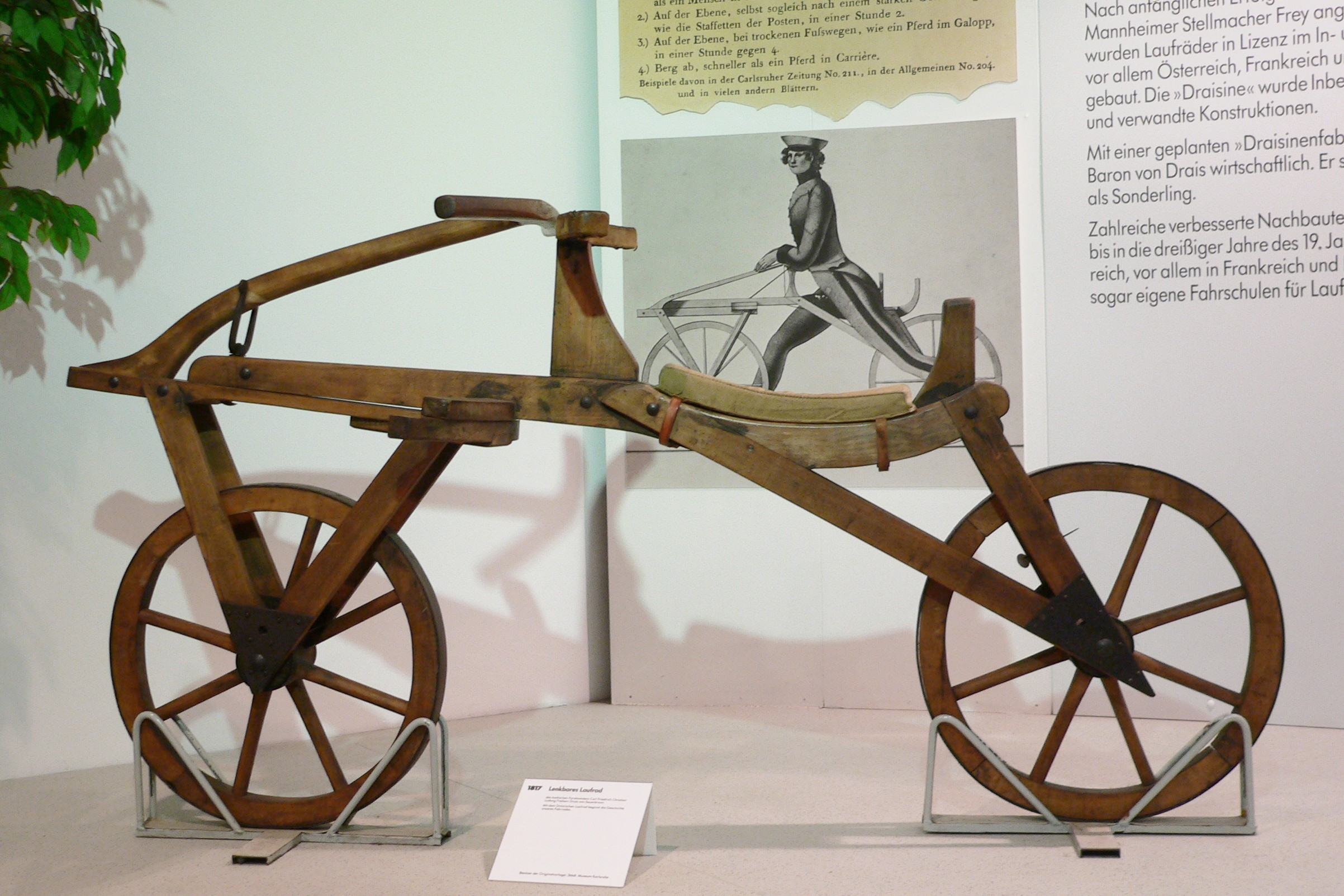
Pojazd Draisa

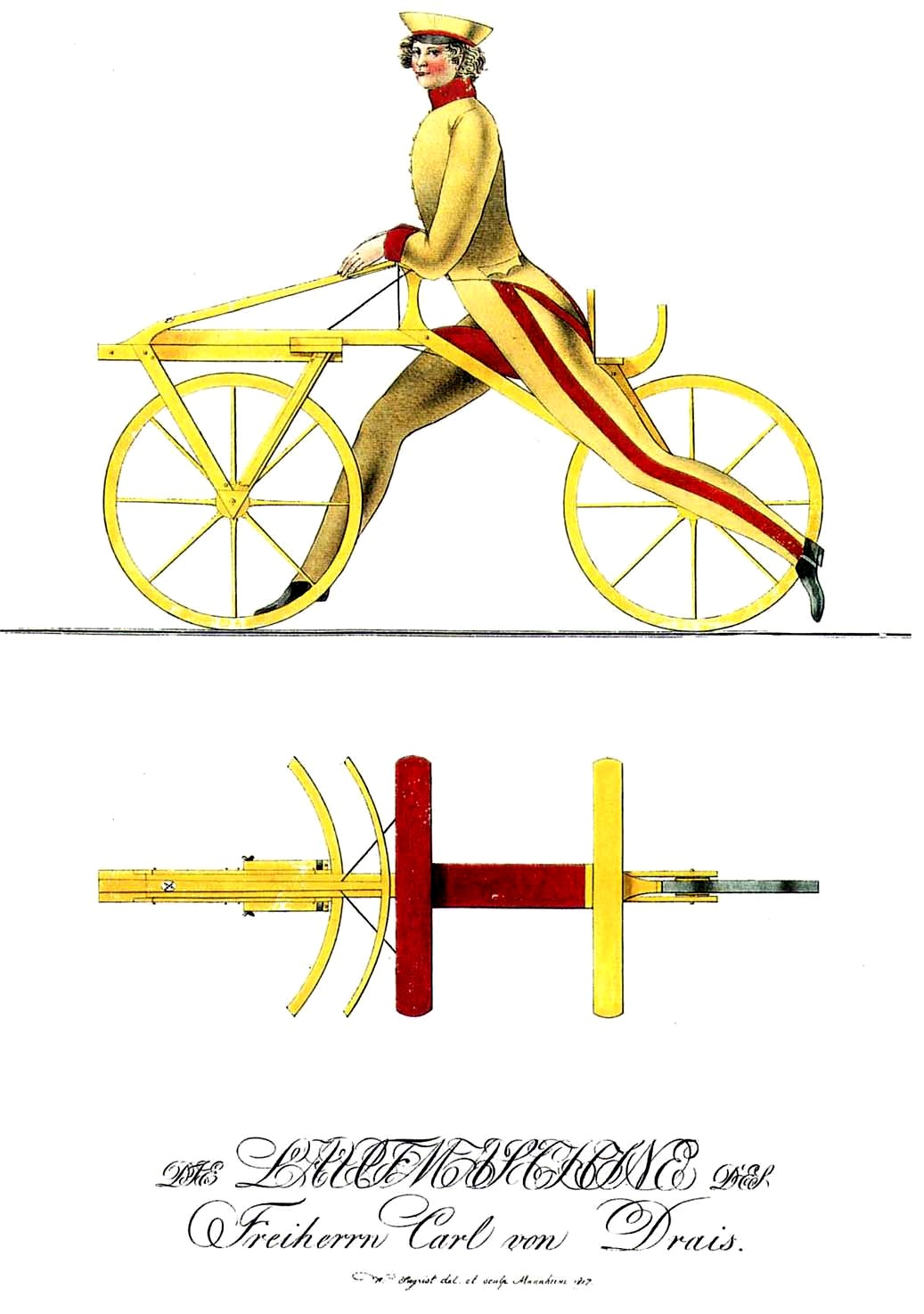
Ilustracja z opisu pojazdu Dreisa, 1817

Karl Friedrich Christian Ludwig Freiherr Drais von Sauerbronn (ur. 29 kwietnia 1785 w Karlsruhe, zm. 10 grudnia 1851 tamże) – niemiecki wynalazca, konstruktor roweru biegowego, nazywanego od jego nazwiska „Draisine” – drezyną.

## Życiorys
Karl Drais urodził się 29 kwietnia 1785 roku w Karlsruhe. Był synem Karla Wilhelma Ludwiga Friedricha von Drais von Sauerbronna (1755–1830), wyższego urzędnika dworu badeńskiego – tajnego radcy i sędziego, i jego żony Ernestine Christine von Kaltenthal.
W latach 1800–1803 uczęszczał do prywatnej szkoły leśnictwa w Karlsruhe. Następnie studiował na uniwersytecie w Heidelbergu budownictwo, rolnictwo i fizykę. W 1810 roku został zarządcą lasów w Gengenbach, lecz po śmierci margrabiego Karola Fryderyka Badeńskiego, został urlopowany ze służby. Zajął się mechaniką i poświęcił pracy – wynalazł wówczas m.in. aparat do nutowego zapisu muzyki (1812). Pracował również nad paliwooszczędnym piecem i maszyną strzelającą o dużym zasięgu.
W 1813 roku wnioskował o opatentowanie czterokołowego pojazdu napędzanego siłą mięśni jego pasażerów, który rok później zaprezentował w Wiedniu.
Skonstruował rower biegowy, który zaprezentował 12 czerwca 1817 roku w Mannheim – siedząc okrakiem na pojeździe i odpychając się stopami od ziemi, przejechał ze swojego domu w Mannheim do Schwetzinger Relaishaus (stacji zmiany koni). Drais jechał po jednej z nielicznych wówczas utwardzonych dróg i 14 km trasy miał pokonać w niecałą godzinę – w czasie o połowę krótszym niż przejazd poczty konnej.
12 stycznia 1818 roku wynalazek, początkowo nazywany „Laufmaschine”, został objęty ochroną prawną – Drais otrzymał książęcy przywilej (Badenia nie miała wówczas własnego prawa patentowego). Przywilej gwarantował Draisowi opłaty licencyjne za każdą „Laufmaschine” na terenie Badenii przez 10 lat.
Rower biegowy Draisa znany był wkrótce pod nazwą „Draisine” od nazwiska wynalazcy i został opatentowany we Francji (pod nazwą „vélocipède”), w Prusach, Anglii i w Stanach Zjednoczonych. Drais nie pracował nad ulepszeniem swojego wynalazku.
W 1818 roku Drais został zwolniony ze służby leśnej, za swoją działalność wynalazcy otrzymał tytuł „profesora mechaniki” i rentę.
Oprócz roweru biegowego, Drais wynalazł m.in. system luster podobny do peryskopowego, maszynkę do mielenia mięsa, maszynę do pisania z klawiszami.
W 1821 roku uzyskał tytuł szambelana, który został mu odebrany w 1835 roku, po tym jak Drais uczestniczył w burdzie pijackiej. W latach 1825–1820 brał udział w wyprawie Georga von Langsdorffa (1774–1852) do Brazylii. Po powrocie nadal pracował nad wynalazkami.
W 1837 roku ukazał się tekst Karla Gutzkowa, krytykujący wydany przez ojca Draisa wyrok śmierci na studenta Karla Ludwiga Sanda, mordercę Augusta von Kotzebuego i wyszydzający wynalazki Draisa jako „mechaniczne majaczenie”. Za nim pojawiły się kolejne nieprzychylne teksty prasowe, które Drais ciężko znosił. Drais zaczął dziwaczeć i zasypywać władze Badenii wnioskami patentowymi. Władze Badenii próbowały nawet rozpocząć proces jego ubezwłasnowolnienia, który został jednak zablokowany przez rodzinę wynalazcy.
W 1848 roku poparł Wiosnę Ludów i w 1849 roku zrzekł się tytułu arystokratycznego. Po upadku rewolucji badeńskiej (1848-1849), władze pruskie obniżyły mu rentę.
Drais zmarł w biedzie i zapomnieniu 10 grudnia 1851 roku w Karlsruhe.

## Upamiętnienie
- Przy Beiertheimer Allee w Karlsruhe znajduje się pomnik wynalazcy, dłuta Theodora Hafa z 1892–93 roku[5].
- Od 1953 roku istnieje w Karlsruhe szkoła podstawowa im. Karla Draisa[6].
- W 2017 roku wydano monetę okolicznościową o nominale 20 euro – „Laufmaschine von Karl Drais 1817” – upamiętniającą Karla Draisa i jego wynalazek[7].